# Luca Colasanto
Luca Colasanto (Baselice, 27 aprile 1936) è un politico, editore e giornalista italiano, consigliere regionale per Il Popolo della Libertà.

## Biografia
Attivo da sempre in campo editoriale, è proprietario di tre aziende stampatrici in Italia e una in Belgio. Tra i giornali stampati dalle sue aziende figurano Financial Times, International Herald Tribune, Il Giornale, Il Foglio.
È stato direttore generale de Il Popolo, La Discussione e della casa editrice Cinque Lune. È socio amministratore del quotidiano Il Foglio.

## Politica
È tra i fondatori di Forza Italia, forza per la quale ha ricoperto l'incarico di presidente provinciale a Benevento.
Con Forza Italia si è candidato al Consiglio Regionale della Campania nel 1995 ma, non eletto, lascia la politica per impegni professionali.
Rientra in politica nel 2005, quando viene eletto alla Regione Campania come consigliere regionale per la lista di Forza Italia, a sostegno del candidato presidente Italo Bocchino.
Alle Elezioni regionali del 2010 Il Popolo della Libertà lo ricandida come capolista nella provincia di Benevento nelle elezioni che hanno segnato la vittoria del Presidente Stefano Caldoro. Viene eletto con 12.923 preferenze.
In occasione delle Elezioni regionali del 2015, si ricandida nuovamente a sostegno del presidente uscente Caldoro, nella lista collegata Caldoro Presidente.